# Klevjer
Klevjer (eller Klever) är en tätort i Holmestrands kommun i Vestfold fylke i sydöstra Norge. Orten ligger där fylkesväg 3250 möter fylkesväg 3252, vid sidan av Europaväg 18 och Vestfoldbanan, söder om staden Drammen.
Tidigare har orten tillhört dåvarande Sande kommun.